# Luca Comério
Luca Fortunato Comério (em italiano: Luca Fortunato Comerio) (Milão, 19 de novembro de 1878-5 de julho de 1940 (61 anos)) foi um fotógrafo e cineasta italiano, pioneiro do documentário e da indústria cinematográfica na Itália. Além disso, foi também o fotógrafo oficial da Casa Real Italiana, na época do reinado de Vittorio Emanuele III.

## Biografia
Luca Comério nasceu em Milão, no dia 19 de novembro de 1878. Era filho do comerciante Francesco Comério e de sua esposa Claudia Francioli. Apaixonado por artes e pintura desde muito novo, aos 12 anos de idade tornou-se assistente do pintor e fotógrafo Belisario Croci. Este ensinou ao Comério às bases artísticas e técnicas da fotografia.
Comério, convencido de ter adquirido todo o conhecimento indispensável para o exercício da profissão de fotógrafo, comprou em 1894 sua primeira câmera. Assim, abriu uma oficina por conta própria e se especializou em fotos de magnésio e retratos em porcelana.
No ano de 1900 se casou com a italiana Ines Negri. Contudo, foi de sua segunda esposa, Maria Comério, que teve os seus únicos dois filhos. 

## O primeiro trabalho como fotógrafo
Sua primeira foto importante foi tirada em 1894, no reduto favorito da aristocracia do século 19, o Lago Como. Comério retratou o rei da Itália Umberto I, em uma visita oficial à cidade. O feito lhe valeu o agradecimento e apreciação do monarca. Depois disso, além dos serviços fotográficos normais, dedicou-se também à fotografia jornalística.

## O Movimento Popular de Milão em 1898
Com apenas vinte anos, e já tendo feito inúmeras fotografias icônicas, Luca Comério documentou corajosamente, com o risco de vida, os tumultos populares que eclodiram em Milão, em maio de 1898, assim como a repressão do general Bava Beccaris. Os cidadãos da cidade de Milão realizaram uma série de revoltas e protestos que se desenvolveram em toda a Itália a partir de janeiro de 1898 e que duraram até julho do mesmo ano, devido às péssimas condições sociais que existiam naquela região.
Esse foi o primeiro serviço foto-jornalístico importante de sua carreira. As imagens foram publicadas por duas semanas consecutivas (de 15 à 21 de maio) na revista L'Illustrazione Italiana, e a sua coletânea foi intitulada de "A Revolta de Milão".

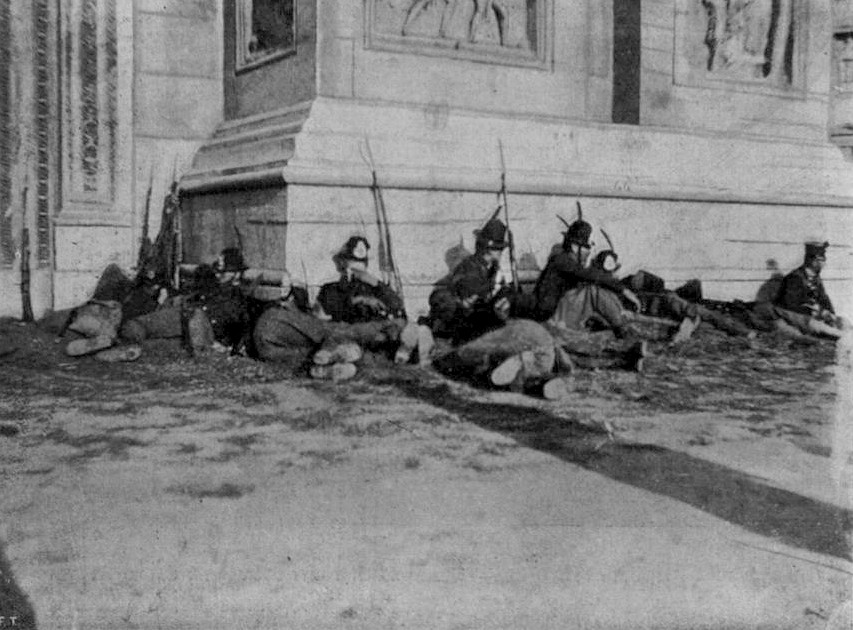
O Movimento Popular de Milão

## Pioneiro da Indústria Cinematográfica Italiana
No final do século 19, Luca Comério começou a se interessar pela cinematografia. Em 1907 venceu o concurso fotográfico de Hennemann, para uma fotomontagem de imagens representando a vida na cidade de Milão, e com isso, recebeu um prêmio de quinhentas liras. Com o prêmio em dinheiro, Comério foi para Paris e comprou uma câmera Pathé. Com o novo dispositivo ele embarcou no iate real Trinacria e fez várias filmagens do cruzeiro do rei Vittorio Emanuele III, enquanto o mesmo passeava pelo Mediterrâneo. O serviço rendeu-lhe a nomeação como fotógrafo oficial da Casa Real e também como fotógrafo pessoal do rei.
Em setembro do mesmo ano, ele fundou o seu primeiro estúdio cinematográfico em Milão, chamado de "Luca Comerio & C.", que realizou a primeira produção cinematográfica da cidade de Milão. Em julho de 1908, Comério ingressou como sócio na SAFFI (Società Anonima Fabbricazione Films Italiane) criando assim, a SAFFI-Comério. Com esta empresa, Luca Comério construiu uma grande e moderna fábrica de filmes, equipada com um estúdio, em uma área de 22.000 m² localizada no distrito de Turro.
Em dezembro de 1908, ele estava presente no terremoto em Messina, onde fez uma série de fotografias estereográficas.
Em 1911 ele participou da expedição militar italiana na Líbia como fotógrafo e cinegrafista.  Com  a retratação desse evento, Comério foi provavelmente o primeiro a registrar cinematograficamente uma guerra estando na "linha de frente" de toda a situação.
No ano de 1920, foi contratado por um político milanês, o Senador Borletti, para documentar as operações do exército na Companhia Fiume. O material foi utilizado para produzir dois filmes, Il paradiso nell'ombre delle spade (1921) e L'epopea dannunziana (1924).
Com a introdução do som, Comério percebeu a possibilidade de se fazer documentários e com isso surgiram as seguintes obras: "Por que o mundo sabe e os italianos se lembram" (1932) e Apoteose (1934), que mostram imagens obtidas no Giro d'Italia.

## Falecimento
Luca Comério passou os últimos dias de sua vida sofrendo com a perda de memória. Acreditava-se na época que ele tinha amnésia. Na primavera de 1940, ele ficou seriamente doente, sendo forçado a hospitalizações contínuas. Faleceu no dia 5 de julho de 1940 em Milão, na província de Mombello di Limbiate, no Hospital Psiquiátrico Provincial de Mombello.

## Filmografia
Foi responsável pelas seguintes obras:
- La maratona italiana (1908)
- Il carnevale di Milano nel 1908 (1908)
- I funerali di Bocconi a Milano (1908)
- Amleto - cortometraggio (1908)
- Il terremoto calabro-siculo (1909)
- Dalla pietà all'amore (1909)
- L'idroplano Forlanini (1910)
- Casa Savoia: Vita privata dell'intera famiglia dei Reali d'Italia (1911)
- L'avanzata di Tripolitania (1912)
- La presa di Zuara (1912)
- Cirenaica (film 1912) (1912)
- L'avanzata decisiva in Libia (1912)
- La battaglia delle due palme (1912)
- Esercito italiano: Plotone nuotatori di cavalleria (1912)
- Excelsior (1913)
- Il ritorno (1914)
- Europa in fiamme (1915)
- La guerra d'Italia a 3000 metri sull'Adamello (1916) - co-regia con Paolo Granata
- La battaglia di Gorizia (1916)
- La battaglia tra Brenta e Adige (1916)
- La posta in guerra (1917)
- In alto! (1917)
- Il paradiso nell'ombre delle spade (1921)
- Giovinezza, giovinezza, primavera di bellezza... (1922)
- Sulle Alpi riconsacrate (1923)
- Da Quarto a Fiume italiana: L'epopea dannunziana (1924)
- La campana dei caduti a Rovereto (1926)
- Perché il mondo sappia e gli italiani ricordino (1932)
- Apoteosi (film 1934) (1934)